# گوستاو لانداور
گوستاو لانداور (انگلیسی: Gustav Landauer؛ ۷ آوریل ۱۸۷۰ – ۲ مهٔ ۱۹۱۹) سیاستمدار، مترجم، نویسنده، و روزنامه‌نگار اهل آلمان بود.
وی یکی از پیشروان برجسته در مورد آنارشیسم در آلمان در پایان قرن ۱۹ و آغاز قرن بیستم بود.
در ۱۹۱۹، در دوران انقلاب ۱۹۱۸–۱۹۱۹ آلمان، او پس از سرنگونی جمهوری شورایی باواریا کشته شد.